# Material transversalmente isótropo
Un material elástico transversalmente isotrópico es una material cuya microestructura local tiene un eje de simetría de revolución, por tanto su grupo de simetría material incluye rotaciones SO(2) alrededor de una dirección (el grupo completo de simetría es el grupo diédrico {\displaystyle D_{\infty h}=\mathrm {O} (2)\times \mathbb {Z} _{2}} para el caso de mayor simetría). Esto garantiza que  sus propiedades físicas son, en general, diferentes a lo largo de dirección de local del eje de revolución e idénticas en cualquier dirección transversal que sea perpendicular al eje de revolución local. Los materiales ortótropos son el tipo más sencillo de materiales elásticos anisótropos. En cambio, un material isótropo exhibirá las mismas propiedades físicas en cualquier dirección. Los materiales transversalmente isótropos son un caso de material elástico ortótropo, teniendo los materiales transversalmente isótropos tienen un grado mayor simetría que un material ortótropo general.

## Isotropía transversal en la elasticidad lineal

### Ejemplos en elasticidad
Un material elástico transversalmente isótropo (lineal y homogéneo) requiere en general especificar 5 constantes elásticas, mientras que un material ortótropo general sólo requiere 9 y un material puramente isótropo únicamente requiere 2. Existen muchos ejemplos naturales, formados por conjuntos de fibras alineadas, así la madera tiene unas propiedades a lo largo de las fibras y otras propiedades en la dirección transversal. Algo similar sucede en los huesos largos, donde la alineación preferente de osteonas a lo largo de la dirección longitudinal da lugar a un material que locamente es transversalmente isótropo. También algunos materiales artificiales obtenidos mediante la agregación de fibras con una orientación preferente resulta en materiales transversalmente isótropos.

### Relaciones tensión-deformación
En el caso de un material transversalmente isótropo que además sea elástico lineal las relaciones tensión-deformación, usando la notación de Voigt, vienen dadas en cada punto por:

{\displaystyle {\begin{bmatrix}\sigma _{xx}\\\sigma _{yy}\\\sigma _{zz}\\\sigma _{yz}\\\sigma _{xz}\\\sigma _{xy}\end{bmatrix}}={\begin{bmatrix}E_{\|}(1-\nu _{\bot })/\Delta &E_{\|}\nu _{\|}/\Delta &E_{\bot }\nu _{\bot }/\Delta &0&0&0\\E_{\|}\nu _{\|}/\Delta &E_{\|}(1-\nu _{\bot })/\Delta &E_{\bot }\nu _{\bot }/\Delta &0&0&0\\E_{\bot }\nu _{\bot }/\Delta &E_{\bot }\nu _{\bot }/\Delta &E_{\bot }(1-\nu _{\|})/\Delta &0&0&0\\0&0&0&G_{\|}&0&0\\0&0&0&0&G_{\bot }&0\\0&0&0&0&0&{\frac {E_{\|}}{2(1+\nu _{\|})}}\end{bmatrix}}{\begin{bmatrix}\varepsilon _{xx}\\\varepsilon _{yy}\\\varepsilon _{zz}\\2\varepsilon _{yz}\\2\varepsilon _{xz}\\2\varepsilon _{xy}\end{bmatrix}}}

Donde:

{\displaystyle {\frac {(1+\nu _{\|})^{-1}}{1-2\nu _{\bot }-2\nu _{\|}^{2}(E_{\bot }/E_{\|})}}}

En el caso de que el material no sea lineal, asumiendo que se trata de un material hiperelástico se puede asumir que existe una función {\displaystyle W(I_{1},I_{2},I_{3};I_{4},I_{5})} que depende de cinco invariantes algebraicos {\displaystyle }, y que las tensiones vienen dadas por las ecuaciones de la forma:

{\displaystyle \sigma _{ij}=\sum _{k=1}^{5}{\frac {\partial W}{\partial I_{k}}}{\frac {\partial I_{k}}{\partial \varepsilon _{ij}}}}

### Relaciones deformación-tensión
De la misma manera las relaciones entre deformaciones y tensiones en un material elástico lineal transversalmente isótropo vienen dadas por:

{\displaystyle {\begin{bmatrix}\varepsilon _{xx}\\\varepsilon _{yy}\\\varepsilon _{zz}\\2\varepsilon _{yz}\\2\varepsilon _{xz}\\2\varepsilon _{xy}\end{bmatrix}}={\begin{bmatrix}{\frac {1}{E_{\|}}}&-{\frac {\nu _{\|}}{E_{\|}}}&-{\frac {\nu _{\bot }}{E_{\bot }}}&0&0&0\\-{\frac {\nu _{\|}}{E_{\|}}}&{\frac {1}{E_{\|}}}&-{\frac {\nu _{\bot }}{E_{\bot }}}&0&0&0\\-{\frac {\nu _{\bot }}{E_{\bot }}}&-{\frac {\nu _{\bot }}{E_{\bot }}}&{\frac {1}{E_{\bot }}}&0&0&0\\0&0&0&{\frac {1}{G_{\bot }}}&0&0\\0&0&0&0&{\frac {1}{G_{\bot }}}&0\\0&0&0&0&0&{\frac {2(1+\nu _{\|})}{E_{\|}}}\end{bmatrix}}{\begin{bmatrix}\sigma _{xx}\\\sigma _{yy}\\\sigma _{zz}\\\sigma _{yz}\\\sigma _{xz}\\\sigma _{xy}\end{bmatrix}}}